# Jipin
Jipin (egyszerűsített kínai írással: 宜宾) prefektúra szintű város Kínában, Szecsuan tartományban. Lakosainak száma 4 588 804 fő (2020).

## Népesség
| Lakosok száma | 4 887 242 | 4 471 896 | 4 588 804 |
|               | 2000      | 2010      | 2020      |

## Testvérvárosok
- Penza